# 保手浜明
保手浜 明（ほてはま あきら、1917年 - 没年不明）は、広島県出身の元プロ野球選手。

## 来歴・人物
1917年、広島県呉市山手町にて出生。近くに二河球場があった関係で、野球の盛んな環境の下で育った。地元の強豪校・大正中学校（在学中の1934年に呉港中学校に改名）に入学。在学中、甲子園に2回出場（春1回〔1934年〕、夏1回〔1934年〕）。ポジションは外野手。最後の出場となった1934年夏の大会では、藤村富美男らと共に高い総合力で全国の強豪をまったく寄せ付けず圧勝し全国制覇を果たした。中学時代のチームメイトには、藤村の他に柚木俊治、田川豊、塚本博睦、橋本正吾、原一朗がいた。
1939年に東京セネタースに入団。しかし、東京セネタースの外野には青木幸造、家村相太郎、尾茂田叶、織辺由三、森口次郎ら層が厚く、中々レギュラー争いに割って入る事が出来なかった。1939年はシーズンを通して出場機会が無く、翌1940年に5試合に出場したのみで、この年限りで引退した。引退後の消息は不明。

## 詳細情報

### 年度別打撃成績
| 年 度     | 球 団             | 試 合 | 打 席 | 打 数 | 得 点 | 安 打 | 二 塁 打 | 三 塁 打 | 本 塁 打 | 塁 打 | 打 点 | 盗 塁 | 盗 塁 死 | 犠 打 | 犠 飛 | 四 球 | 敬 遠 | 死 球 | 三 振 | 併 殺 打 | 打 率 | 出 塁 率 | 長 打 率 | O P S |
| --------- | ----------------- | ----- | ----- | ----- | ----- | ----- | -------- | -------- | -------- | ----- | ----- | ----- | -------- | ----- | ----- | ----- | ----- | ----- | ----- | -------- | ----- | -------- | -------- | ----- |
| 1940      | 東京セネタース 翼 | 5     | 4     | 3     | 1     | 1     | 0        | 0        | 0        | 1     | 0     | 0     | --       | 0     | --    | 1     | --    | 0     | 1     | --       | .333  | .500     | .333     | .833  |
| 通算：1年 | 通算：1年         | 5     | 4     | 3     | 1     | 1     | 0        | 0        | 0        | 1     | 0     | 0     | --       | 0     | --    | 1     | --    | 0     | 1     | --       | .333  | .500     | .333     | .833  |

- 東京セネタースは、1940年に翼軍に球団名を変更

### 背番号
- 19 （1939年 - 1940年）[2]